# ラウトレッジ
ラウトレッジ（英: Routledge, [ˈraʊtlɛdʒ]）は、人文科学・社会科学分野の学術書、ジャーナル、オンライン文献を扱うイギリスの大手出版社である。現在はテイラーアンドフランシスグループのインプリントとなっている。

## 沿革
ラウトレッジの創業は、1836年、ジョージ・ラウトレッジ（George Routledge, 1812年 - 1888年）が義兄 W. H. ウォーン (W. H. Warne) と合資でロンドンに開業した書店、Camden Publishingにまで遡る。1851年には、フレデリック・ウォーン（Frederick Warne）と合資で出版社 George Routledge & Co. を設立した。1858年に一旦 Routledge, Warne & Routledge と社名変更するが、ウォーン家が離れた後、George Routledge and Sons と再度社名変更した。この間、絵入り小説、旅行ガイド、辞典類などを出版して拡大した。
1902年、破産の危機に陥ったものの立ち直り、その後は他社との合併を重ねていく。1903年には J. C. Nimmo Ltd. を買収、1912年には Kegan Paul, Trench, Trübner & Co. と合併し、ラウトレッジ・アンド・キーガン・ポール社 (Routledge and Kegan Paul Ltd.) となった。この一連の合併によりロンドンの有力出版社へと成長するとともに、多くの学術書の版権を入手する。その後は、学術書の出版に重点を置くようになり、社会科学分野の主要出版社として知られるようになった。
1985年、ラウトレッジ・アンド・キーガン・ポール社は出版社連合 (Associated Book Publishers; ABP) の傘下に入った。ABPは1987年にインターナショナル・トムソンに買収されたが、ラウトレッジの社名と経営はそのまま維持された。1996年、非公開投資会社シンヴェンのマネジメント・バイアウトにより、ラウトレッジは再び、独立企業として運営されるようになる。1998年、シンヴェンとラウトレッジの役員は、インプリントとしての名称維持を条件に、テイラーアンドフランシスによる買収を受け入れた。2004年、テイラーアンドフランシスは合併により、インフォルマの傘下に入った。ラウトレッジはテイラーアンドフランシス部門のインプリントとして存続し、人文および社会科学の学術書を出版している。現在では、およそ1200のジャーナルと年間2000タイトルの新刊を刊行し、35000タイトル以上を版行している。

## 人物
20世紀初頭には、イギリスの有名な出版人フレデリック・ウォーバーグがラウトレッジで委嘱編集者をしていた。

## 百科辞典
ラウトレッジはかつて、以下を含む複数の百科事典を発行していたが、テイラーアンドフランシス傘下に入った後の2006年、不採算として、百科事典部門は廃止された。
- 『ラウトレッジ哲学百科事典』（Routledge Encyclopedia of Philosophy） 現在オンライン版で発行が続いている。
- Routledge Encyclopedia of International Political Economy
- Encyclopedia of Paleontology by Ronald Singer (1987)